# (13869) Fruge
(13869) Fruge (2000 AR194) – planetoida z pasa głównego asteroid okrążająca Słońce w ciągu 4,14 lat w średniej odległości 2,58 j.a. Odkryta 8 stycznia 2000 roku.